# Aeroportul Pilot Point
Aeroportul Pilot Point (IATA: PIP, ICAO: PAPN, FAA LID: PNP) este un aeroport din Alaska, Statele Unite ale Americii ce deservește zona Pilot Point⁠(d). Aeroportul a fost tranzitat în 2019 de 1.216 pasageri. A fost numit după zona deservită.
Situat la o altitudine de 17 m, aeroportul dispune de 1 pistă. Este operat de Alaska Department of Transportation & Public Facilities⁠(d).

## Infrastructură

### Piste
Aeroportul dispune de o singură pistă. Pista 07/25 are suprafața de pietriș și dimensiunile 3.280 picioare × 75 picioare. 